# 沙飞
沙飞（1912年5月5日—1950年3月4日），本名司徒传，广东开平人，摄影师，1936年10月拍摄发表鲁迅最后的留影、鲁迅遗容及其葬礼的摄影作品。抗日战争时期成为中共军旅摄影师，《人民日报》的前身《抗敌报》和《解放军画报》的前身《晋察冀画报》的创始人。1950年3月因射杀日本医生津泽胜被华北军区政治部军法处判处死刑。當時医院检查認為沙飞神经健全，但多年后当事人回憶認為他精神失常。

## 生平

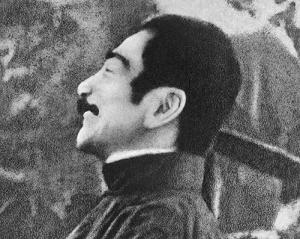
鲁迅生平不苟言笑，這是鲁迅照片中唯一大笑的镜头。沙飞摄于1936年10月8日。十一天后，鲁迅逝世。

1912年5月5日，沙飞在广东省开平县的一个药商家庭出生。1926年，年仅14岁的沙飞在无线电学校毕业后参军，在北伐队伍中成为了电台报务员。他跟随军队先后来到上海、宁波、济南、北京等地。北伐战争胜利后，在广西梧州的军用电台工作了3年时间。1935年6月，加入了上海的摄影组织上海黑白影社。1936年9月，离开汕头，来到了上海。1936年10月8日，沙飞为参加上海八仙桥青年会第二届全国木刻展览会的鲁迅拍照。在这个月28日，广州《民国日报》刊登了沙飞的文章《鲁迅先生在全国木刻展会场裏》。
1936年10月19日清晨五点二十五分鲁迅在上海因肺结核病去世，終年55岁。鲁迅的死讯震惊全中国，沙飞也不例外。沙飞在得知鲁迅逝世后，立即带上照相机，直奔鲁迅所在的寓所。沙飞在鲁迅遗体前深鞠三躬，之后用照相机记录了鲁迅葬礼的所有过程。
1937年10月，沙飞在河北阜平，经晋察冀军区司令员兼政委聂荣臻批准，加入八路军，并正式由司徒传改名为沙飞，成为共产党部队第一位专职新闻摄影记者。12月到晋察冀军区《抗敌报》编辑部任副主任。

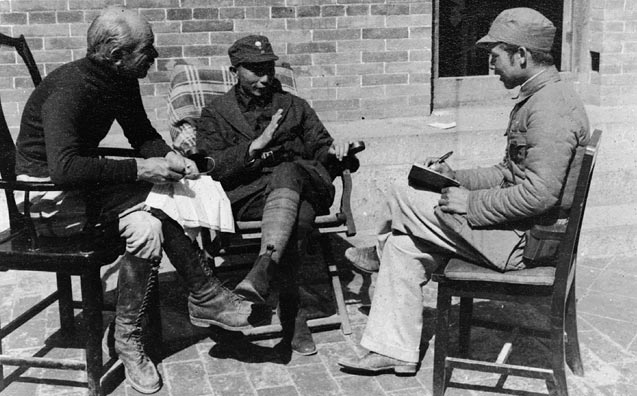
1938年，白求恩（左侧）和聂荣臻（中间）见面。沙飞摄。

1938年5月，沙飞因为身体不好住进山西五台县耿镇河北村的军区卫生部卫生所休养。6月白求恩抵达，沙飞闻讯后前去为白求恩拍摄了照片。1938年8月，松岩口村建立“模范医院”，沙飞在此间为白求恩的医疗队拍摄了大量工作照片。1939年白求恩因感染逝世，沙飞为其拍摄了遗容。根据白求恩去世前的遗嘱，白求恩所带的那部带有柯达镜头的莱丁娜照相机留给了沙飞。
沙飞在抗日战争期间患有严重的精神疾病。1949年沙飞因结核病住院治疗，但精神失控的他用手枪杀死了为他治病的日本医生津泽胜。由于事态严重，华北军区司令员聂荣臻最终决定枪决沙飞，以整训军规、稳定当时大量日籍医疗人员。1950年3月4日，沙飞在河北石家庄遭处决，得年37岁。
沙飞死后，他的署名一度从所有作品上被抹掉。1986年5月19日北京军区法院判决撤销1950年华北军区政治部军法处1950年2月的判决，给沙飞恢复军籍。1986年6月11日，北京军区纪律检查委员会决定恢复党籍。

## 作品

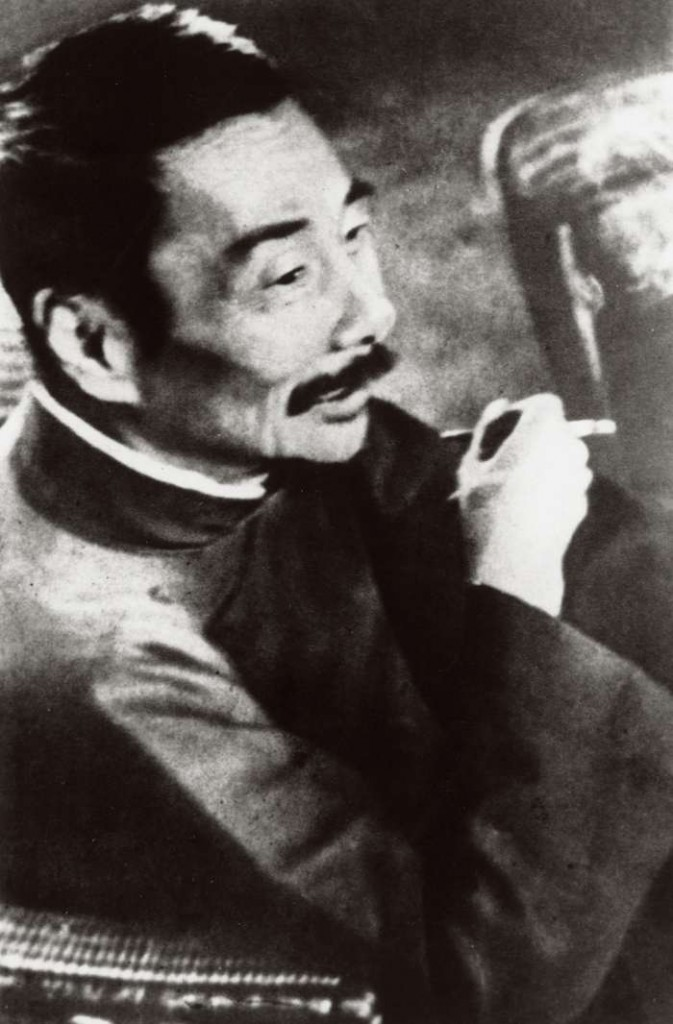
鲁迅逝世前11天，沙飞摄。
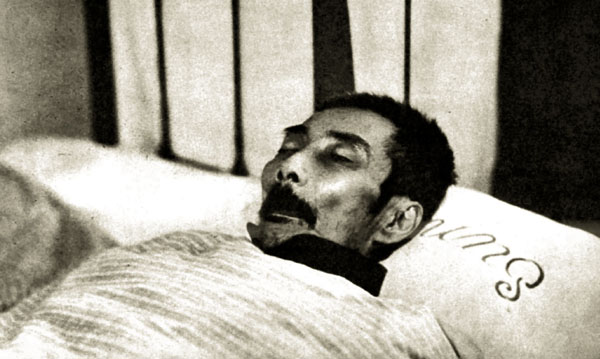
1936年10月19日，鲁迅在上海大陆新村寓所逝世，沙飞摄。
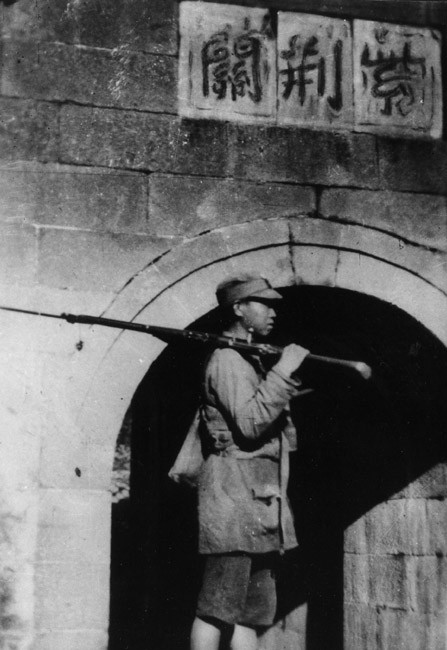
1937年八路军收复长城要隘紫荆关。沙飞摄。
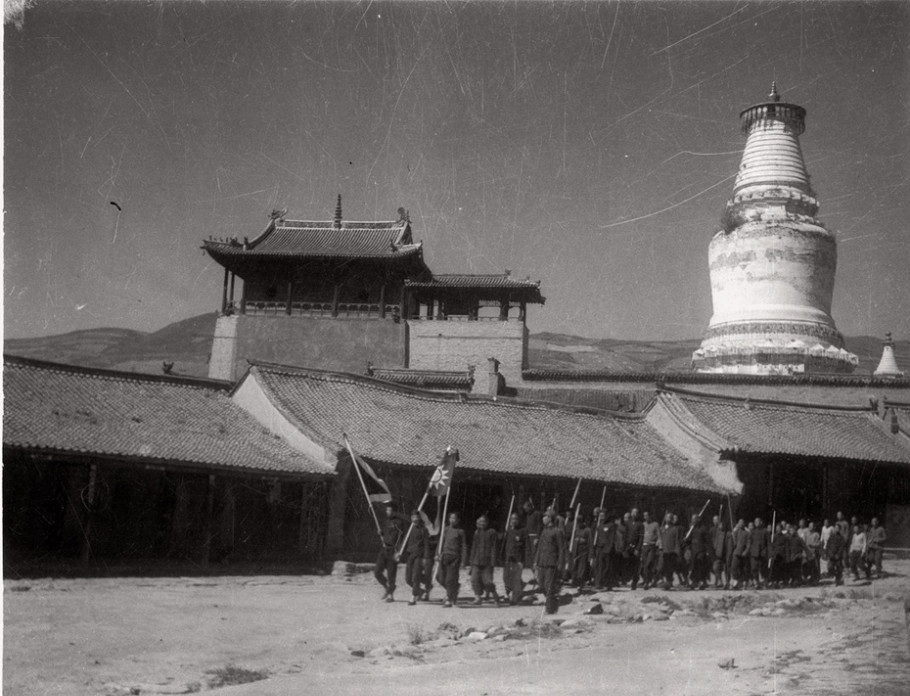
1937年11月，山西省五台县人民自卫队（俗称“和尚连”）。 沙飞摄。
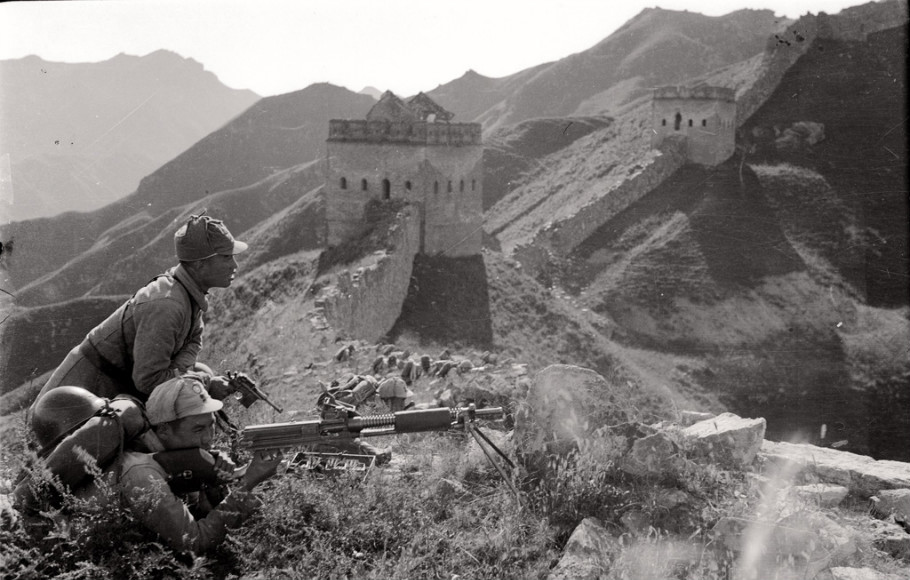
1938年，八路军在河北省涞源县浮图峪村的长城战斗。沙飞摄。
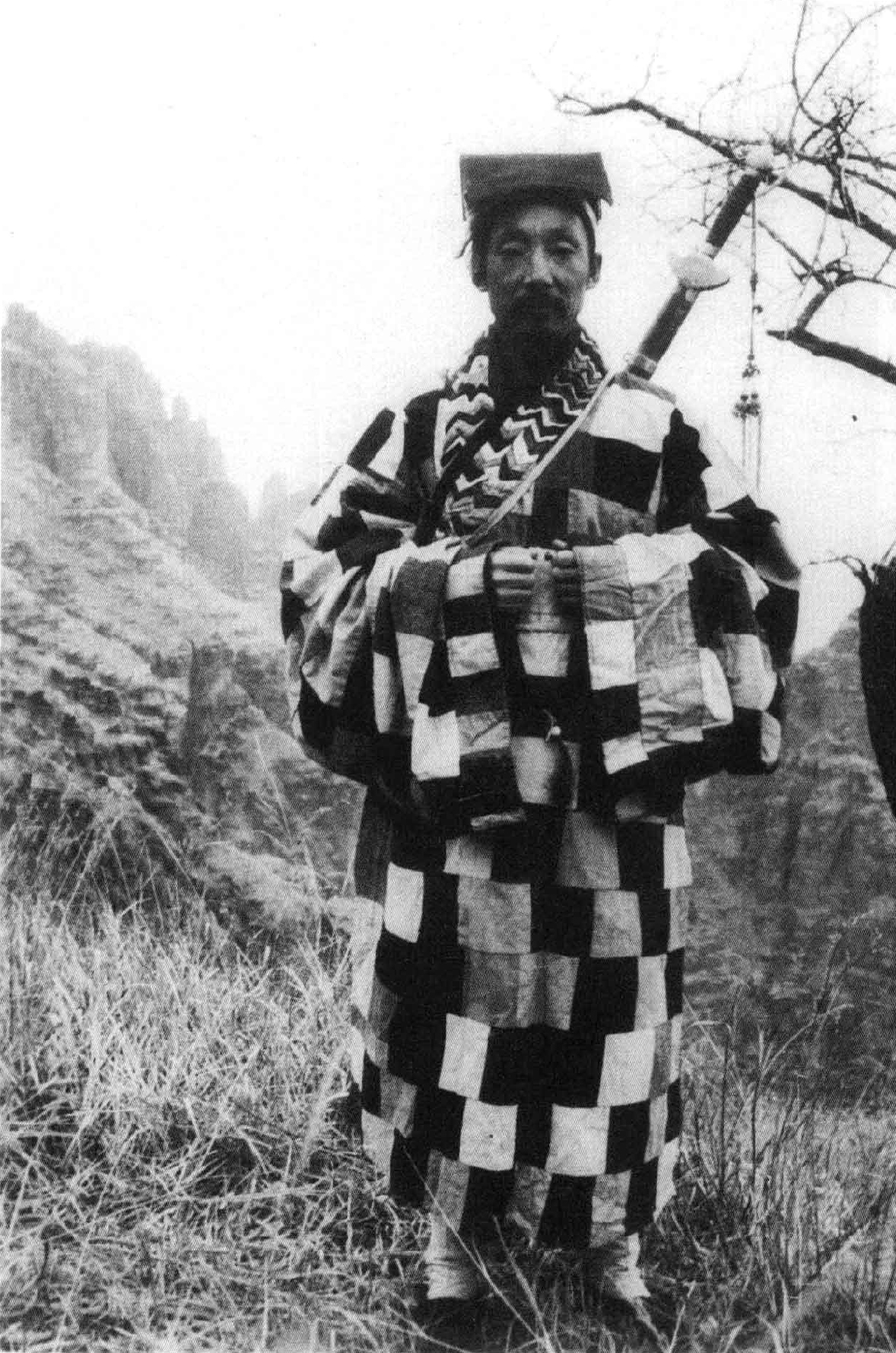
大约1940年，狼牙山上的李圆通道长，沙飞摄。
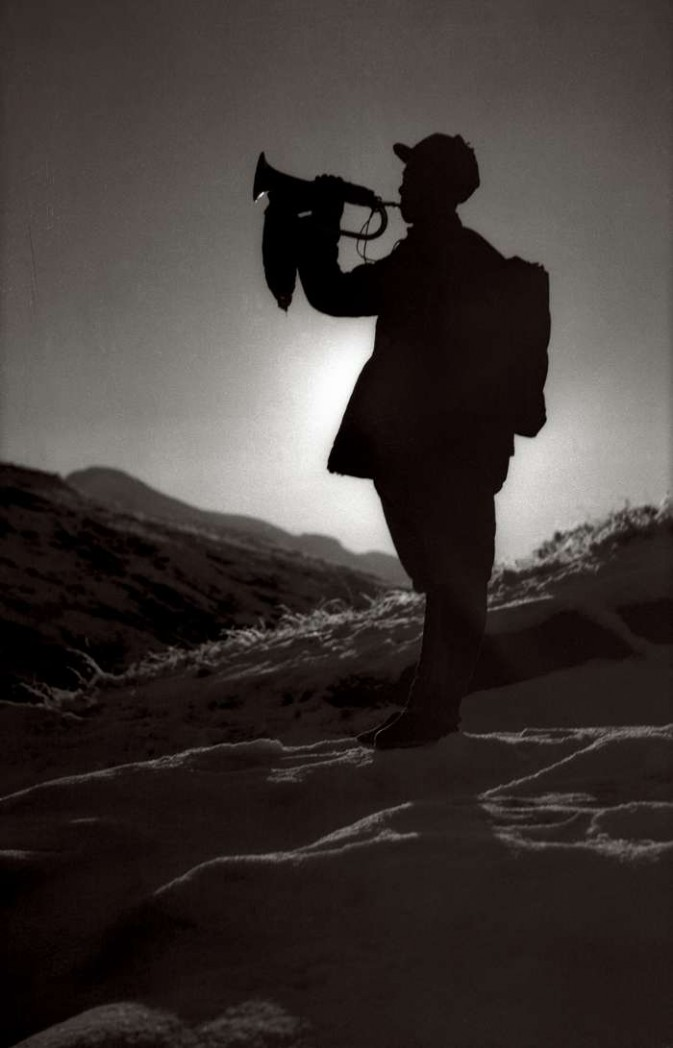
1942年，中国抗日战争中的八路军軍號手。沙飞摄。

## 相关资料

### 档案
沙飞之女王雁于2014年向哈佛燕京图书馆捐赠沙飞档案16盒（档案链接） （页面存档备份，存于）。另有1盒档案藏于斯坦福大学胡佛研究所图书档案馆，由该档案馆于2012年购入。

### 书籍
- 王雁：《铁色见证——我的父亲沙飞》，社科文献出版社，ISBN 9787801906625
- 摄影画册《沙飞摄影全集》，长城出版社，ISBN 9787800177323